# ورسن
ورسن، روستایی است از توابع بخش مرکزی شهرستان گرگان در استان گلستان ایران. ورسن یکی از روستاهای غرب استان گلستان و در نزدیکی شهر گرگان است. فاصله روستا تا جاده اصلی گرگان - تهران تقریبا نیم کیلومتر است. 
مردم و اهالی روستای ورسن بیشتر به شغل کشاورزی و دامداری مشغول هستند ، طایفه‌های بالارستاقی و ورسنی از بیشترین ساکنین این محل هستند و اکثرا افراد باهم نسبت فامیلی دارند. در سال‌های اخیر بسیاری از ساکنین این روستا به شهرهای اطراف نظیر گرگان مهاجرت نموده‌اند که این موضوع باعث کمتر شدن جمعیت این روستا شده است.

## جمعیت
این روستا در دهستان روشن آباد قرار داشته و براساس سرشماری سال ۱۳۸۵جمعیت آن ۹۰۵ نفر (۲۲۶ خانوار) بوده‌است.